# Associazione Calcio Milan 2023-2024 (femminile)
Questa voce raccoglie le informazioni riguardanti la squadra femminile dell'Associazione Calcio Milan nelle competizioni ufficiali della stagione 2023-2024.

## Stagione
Quella del 2023-24 è stata la quinta stagione in Serie A femminile del Milan, seconda stagione a carattere professionistico nella storia della Serie A. Alla guida tecnica è stato confermato Maurizio Ganz.
La prima fase del campionato di Serie A è stata caratterizzata da una serie di risultati al di sotto delle aspettavi, che hanno portato la squadra ad assestarsi al sesto posto in classifica nel corso del girone d'andata. Lo scarso rendimento determinò l'esonero di Maurizio Ganz dopo l'ottava giornata; il suo posto venne affidato a Davide Corti, allenatore della squadra primavera. Nonostante il cambio alla guida tecnica, i risultati non migliorano, tanto che la squadra scese fino all'ottava posizione. Due vittorie consecutive nelle ultime due giornate del girone di ritorno portarono le Rossonere a concludere al sesto posto la stagione regolare, accedendo alla poule salvezza. Nella seconda fase il Milan mantenne la testa della poule salvezza, vincendo quasi tutte le partite e chiudendo il campionato al sesto posto complessivo, con 41 punti conquistati, frutto di 11 vittorie, 8 pareggi e 7 sconfitte.
In Coppa Italia la squadra è arrivata fino alle semifinali. Dopo aver eliminato il Verona agli ottavi di finale, ai quarti di finale ha superato il Sassuolo con una doppia vittoria per 3-0. In semifinale il Milan è stato battuto dalla Roma sia all'andata che al ritorno, venendo così eliminato dal torneo.

## Divise e sponsor
Lo sponsor tecnico per la stagione 2023-2024 è Puma, mentre lo sponsor ufficiale è Banco BPM. Sulle maglie compaiono anche lo sleeve sponsor MSC Crociere ed il back sponsor Wefox, mentre il training wear partner è Konami.
La prima divisa presenta due righe nere con uno stile innovativo, quella da trasferta ha un palo rossonero dalla parte dello stemma societario, mentre la terza, insolitamente colorata con sfumature psichedeliche, celebra la cultura dell'inclusività e della diversità. Per quanto riguarda i portieri, le divise sono decorate con delle frecce di tre colori disponibili: verde, arancione e nero.
| Casa | Trasferta | Terza divisa | Quarta divisa | 1ª div. portiere | 2ª div. portiere | 3ª div. portiere |

## Organigramma societario
Area sportiva
- Direttore sportivo: Elisabet Spina
- Team Manager: Roberto Angioni

Area tecnica
- Allenatore: Maurizio Ganz, poi Davide Corti[9]
- Allenatore in seconda: Davide Cordone
- Preparatore atletico: Lorenzo Francini
- Preparatore dei portieri: Christian Berretta
- Videoanalista: Carlo Brevi

Area sanitaria
- Centro medico: Milan Lab
- Medico sociale: Alberto Calicchio
- Fisioterapisti: Luca Mazzarelli, Erika Rancati

## Rosa
Rosa e numeri aggiornati al 2 febbraio 2024.
| N. |                      | Ruolo | Calciatrice                   |
| -- | -------------------- | ----- | ----------------------------- |
| 1  | Italia (bandiera)    | P     | Laura Giuliani                |
| 3  | Danimarca (bandiera) | D     | Sara Thrige Andersen          |
| 4  | Islanda (bandiera)   | D     | Guðný Árnadóttir              |
| 5  | Italia (bandiera)    | C     | Valentina Cernoia             |
| 6  | Italia (bandiera)    | D     | Laura Fusetti (vice capitano) |
| 7  | Italia (bandiera)    | A     | Valentina Bergamaschi         |
| 8  | Italia (bandiera)    | C     | Greta Adami                   |
| 8  | Danimarca (bandiera) | A     | Nadia Nadim                   |
| 9  | Svezia (bandiera)    | A     | Kosovare Asllani              |
| 10 | Rep. Ceca (bandiera) | C     | Kamila Dubcová                |
| 11 | Scozia (bandiera)    | C     | Christy Grimshaw              |
| 12 | Italia (bandiera)    | C     | Marta Mascarello              |
| 13 | Giamaica (bandiera)  | D     | Allyson Swaby                 |
| 14 | Spagna (bandiera)    | C     | Silvia Rubio                  |
| 15 | Serbia (bandiera)    | A     | Sara Stokić                   |
| 17 | Italia (bandiera)    | C     | Valery Vigilucci              |

| N. |                        | Ruolo | Calciatrice        |
| -- | ---------------------- | ----- | ------------------ |
| 19 | Lituania (bandiera)    | A     | Rimantė Jonušaitė  |
| 19 | Svezia (bandiera)      | A     | Evelyn Ijeh        |
| 20 | Italia (bandiera)      | D     | Angelica Soffia    |
| 21 | Rep. Ceca (bandiera)   | A     | Andrea Stašková    |
| 22 | Italia (bandiera)      | P     | Noemi Fedele       |
| 23 | Italia (bandiera)      | D     | Julie Piga         |
| 24 | Francia (bandiera)     | A     | Emelyne Laurent    |
| 25 | Polonia (bandiera)     | D     | Małgorzata Mesjasz |
| 26 | Italia (bandiera)      | D     | Giulia Semplici    |
| 28 | Italia (bandiera)      | A     | Giorgia Arrigoni   |
| 32 | Paesi Bassi (bandiera) | P     | Selena Babb        |
| 37 | Italia (bandiera)      | C     | Alia Guagni        |
| 70 | Italia (bandiera)      | A     | Gloria Marinelli   |
| 77 | Italia (bandiera)      | P     | Matilde Copetti    |
| 99 | Paesi Bassi (bandiera) | A     | Chanté Dompig      |

## Calciomercato

### Sessione estiva
| Acquisti | Acquisti          | Acquisti        | Acquisti      |
| R.       | Nome              | da              | Modalità      |
| -------- | ----------------- | --------------- | ------------- |
| P        | Matilde Copetti   | Napoli          | definitivo    |
| D        | Julie Piga        | Fleury          | definitivo    |
| D        | Allyson Swaby     | Angel City      | definitivo    |
| C        | Valentina Cernoia | Juventus        | definitivo    |
| C        | Marta Mascarello  | Fiorentina      | definitivo    |
| A        | Giorgia Arrigoni  | Verona          | definitivo    |
| A        | Serena Cortesi    | Arezzo          | fine prestito |
| A        | Emelyne Laurent   | Bayern Monaco   | definitivo    |
| A        | Gloria Marinelli  | Inter           | definitivo    |
| A        | Giorgia Miotto    | Pomigliano      | fine prestito |
| A        | Andrea Stašková   | Atlético Madrid | definitivo    |

| Cessioni | Cessioni         | Cessioni      | Cessioni      |
| R.       | Nome             | a             | Modalità      |
| -------- | ---------------- | ------------- | ------------- |
| D        | Noémie Carage    | Saint-Étienne | definitivo    |
| D        | Aniek Nouwen     | Chelsea       | fine prestito |
| C        | Nesrine Bahlouli | Bordeaux      | prestito      |
| C        | Lindsey Thomas   | Juventus      | definitivo    |
| A        | Serena Cortesi   | Venezia       |               |
| A        | Michaela Dubcová |               | ritirata      |
| A        | Miriam Longo     | Fiorentina    | definitivo    |
| A        | Giorgia Miotto   | Parma         |               |
| A        | Martina Piemonte | Everton       | definitivo    |
| A        | Oona Sevenius    | Como          | prestito      |

### Sessione invernale
| Acquisti | Acquisti    | Acquisti          | Acquisti   |
| R.       | Nome        | da                | Modalità   |
| -------- | ----------- | ----------------- | ---------- |
| A        | Evelyn Ijeh | Tigres UANL       | definitivo |
| A        | Nadia Nadim | Racing Louisville | definitivo |
| A        | Sara Stokić | Vojvodina         | definitivo |

| Cessioni | Cessioni             | Cessioni          | Cessioni   |
| R.       | Nome                 | a                 | Modalità   |
| -------- | -------------------- | ----------------- | ---------- |
| P        | Noemi Fedele         | Freedom           | definitivo |
| D        | Giulia Semplici      | Academy Pavia     | definitivo |
| D        | Sara Thrige Andersen | PSV               | definitivo |
| C        | Greta Adami          | Lazio             | prestito   |
| A        | Rimantė Jonušaitė    | Servette Chênois  | prestito   |
| D        | Guðný Árnadóttir     | Kristianstads DFF | definitivo |

## Risultati

### Serie A

#### Prima fase

##### Girone di andata
| Arbitro: | Castellone (Napoli) |

|                          |           |                                               |
| Dompig 50’ Marinelli 61’ | Marcatori | 36’ Linari 39’ Haavi 79’ Greggi 90+3’ Glionna |

| Arbitro: | Gangi (Enna) |

|  |           |               |
|  | Marcatori | 90+6’ Laurent |

| Arbitro: | Arena (Torre del Greco) |

|  |           |            |
|  | Marcatori | 87’ Caruso |

| Seregno 14 ottobre 2023, ore 18:00 CEST 4ª giornata | Como             | 0 – 0 referto referto 2 | Milan | Stadio Ferruccio\| Arbitro: \| Diop (Treviglio) \| |
| Arbitro:                                            | Diop (Treviglio) |                         |       |                                                    |

| Arbitro: | Sacchi (Macerata) |

|                                                    |           |              |
| Asllani 2’, 79’ Stašková 29’ Grimshaw 90+3’ (rig.) | Marcatori | 70’ Martínez |

| Arbitro: | Delrio (Reggio Emilia) |

|                 |           |  |
| Mijatović 90+2’ | Marcatori |  |

| Arbitro: | Rinaldi (Bassano del Grappa) |

|                |           |            |
| Bergamaschi 3’ | Marcatori | 6’ Beccari |

| Arbitro: | Allegretta (Molfetta) |

|            |           |                 |
| Asllani 7’ | Marcatori | 70’ (rig.) Taty |

| Arbitro: | Marotta (Sapri) |

|               |           |  |
| Cambiaghi 72’ | Marcatori |  |

##### Girone di ritorno
| Arbitro: | Giaccaglia (Jesi) |

|                                |           |                    |
| Giugliano 58’ Di Guglielmo 64’ | Marcatori | 24’ (rig.) Asllani |

| Arbitro: | Manzo (Torre Annunziata) |

|               |           |               |
| Laurent 90+6’ | Marcatori | 58’ del Estal |

| Arbitro: | Maccarini (Arezzo) |

|                          |           |              |
| Bonansea 25’ Cantore 52’ | Marcatori | 31’ Stašková |

| Arbitro: | Gandino (Alessandria) |

|                                  |           |                                  |
| Stašková 12’, 62’ Mascarello 43’ | Marcatori | 79’ Škorvánková 90+4’ Martinovic |

| Torre del Greco 28 gennaio 2024, ore 12:30 CET 14ª giornata | Pomigliano       | 0 – 0 referto referto 2 | Milan | Stadio Amerigo Liguori\| Arbitro: \| Leone (Barletta) \| |
| Arbitro:                                                    | Leone (Barletta) |                         |       |                                                          |

| Arbitro: | Gianquinto (Parma) |

|                          |           |                      |
| Dubcová 15’ Stašková 40’ | Marcatori | 21’ Janogy 51’ Agard |

| Arbitro: | Scarpa (Collegno) |

|                     |           |  |
| Sabatino 33’ (rig.) | Marcatori |  |

| Arbitro: | Gauzolino (Torino) |

|            |           |                           |
| Tarenzi 9’ | Marcatori | 31’, 56’ Dompig 53’ Rubio |

| Arbitro: | Centi (Terni) |

|                                    |           |               |
| Alborghetti 9’ (aut.) Stašková 34’ | Marcatori | 45’ Serturini |

#### Poule salvezza

##### Girone di andata
| 16-17 marzo 2024 1ª giornata |  | – Turno di riposo |  |  |

| Arbitro: | Tona Mbei (Cuneo) |

|                                        |           |  |
| Dompig 15’, 43’ Ijeh 47’ Vigilucci 59’ | Marcatori |  |

| Arbitro: | Angelillo (Nola) |

|               |           |                                          |
| Karlernäs 27’ | Marcatori | 5’ Dompig 55’ Vigilucci 76’, 78’ Laurent |

| Arbitro: | Totaro (Lecce) |

|                                                |           |                               |
| Mascarello 45+2’ Bergamaschi 64’ Dubcová 90+2’ | Marcatori | 62’ del Estal 87’ (aut.) Piga |

| Arbitro: | Mazzoni (Prato) |

|                    |           |                           |
| T. Dellaperuta 49’ | Marcatori | 45’ Dubcová 47’, 80’ Ijeh |

##### Girone di ritorno
| 27-28 aprile 2024 6ª giornata |  | – Turno di riposo |  |  |

| Arbitro: | Baratta (Rossano) |

|                           |           |                 |
| Szymanowski 73’ Rabot 88’ | Marcatori | 5’, 52’ Mesjasz |

| Arbitro: | Burlando (Genova) |

|            |           |  |
| Soffia 27’ | Marcatori |  |

| Arbitro: | Di Cicco (Lanciano) |

|                 |           |                     |
| Chmielinski 84’ | Marcatori | 11’ (aut.) Gallazzi |

| Arbitro: | Gandino (Alessandria) |

|                                 |           |        |
| Asllani 4’, 21’ Marinelli 90+4’ | Marcatori | 74’ Re |

### Coppa Italia
| Arbitro: | Muccignato (Pordenone) |

|                      |           |                                                                          |
| Pasini 27’ Ledri 49’ | Marcatori | 17’, 25’, 52’ Grimshaw 43’ (rig.), 63’ Laurent 47’ Fusetti 87’ Jonušaitė |

| Arbitro: | Sfira (Pordenone) |

|  |           |                      |
|  | Marcatori | 2’, 26’, 79’ Dubcová |

| Arbitro: | Lovison (Padova) |

|                                     |           |  |
| Grimshaw 4’ Dompig 15’ Stašková 78’ | Marcatori |  |

| Arbitro: | Mirabella (Napoli) |

|  |           |                         |
|  | Marcatori | 83’ Haavi 90+1’ Pilgrim |

| Arbitro: | Madonia (Palermo) |

|                                                                       |           |                      |
| Haavi 8’ Di Guglielmo 31’ Giugliano 65’ Viens 90+2’ Feiersinger 90+4’ | Marcatori | 80’ Ijeh 85’ Laurent |

## Statistiche

### Statistiche di squadra
| Competizione | Punti | In casa | In casa | In casa | In casa | In casa | In casa | In trasferta | In trasferta | In trasferta | In trasferta | In trasferta | In trasferta | Totale | Totale | Totale | Totale | Totale | Totale | DR  |
| Competizione | Punti | G       | V       | N       | P       | Gf      | Gs      | G            | V            | N            | P            | Gf           | Gs           | G      | V      | N      | P      | Gf     | Gs     | DR  |
| ------------ | ----- | ------- | ------- | ------- | ------- | ------- | ------- | ------------ | ------------ | ------------ | ------------ | ------------ | ------------ | ------ | ------ | ------ | ------ | ------ | ------ | --- |
| Serie A      | 41    | 13      | 7       | 4       | 2       | 27      | 17      | 13           | 4            | 4            | 5            | 16           | 13           | 26     | 11     | 8      | 7      | 43     | 30     | +13 |
| Coppa Italia | -     | 2       | 1       | 0       | 1       | 3       | 2       | 3            | 2            | 0            | 1            | 12           | 7            | 5      | 3      | 0      | 2      | 18     | 9      | +9  |
| Totale       | -     | 15      | 8       | 4       | 3       | 30      | 19      | 16           | 6            | 4            | 6            | 28           | 20           | 31     | 14     | 8      | 9      | 58     | 39     | +19 |

### Andamento in campionato
| Giornata  | 1 | 2 | 3 | 4 | 5 | 6 | 7 | 8 | 9 | 10 | 11 | 12 | 13 | 14 | 15 | 16 | 17 | 18 | 19 | 20 | 21 | 22 | 23 | 24 | 25 | 26 | 27 | 28 |
| --------- | - | - | - | - | - | - | - | - | - | -- | -- | -- | -- | -- | -- | -- | -- | -- | -- | -- | -- | -- | -- | -- | -- | -- | -- | -- |
| Luogo     | C | T | C | T | C | T | C | C | T | T  | C  | T  | C  | T  | C  | T  | T  | C  | R  | C  | T  | C  | T  | R  | T  | C  | T  | C  |
| Risultato | P | V | P | N | V | P | N | N | P | P  | N  | P  | V  | N  | N  | P  | V  | V  | -  | V  | V  | V  | V  | -  | N  | V  | N  | V  |
| Posizione | 6 | 5 | 6 | 6 | 6 | 6 | 6 | 6 | 6 | 6  | 8  | 8  | 8  | 8  | 8  | 8  | 6  | 6  | 7  | 6  | 6  | 6  | 6  | 6  | 6  | 6  | 6  | 6  |

Legenda:

Luogo: C = Casa; T = Trasferta. Risultato: V = Vittoria; N = Pareggio; P = Sconfitta.

### Statistiche delle giocatrici
| Giocatore          | Serie A  | Serie A | Serie A     | Serie A    | Coppa Italia | Coppa Italia | Coppa Italia | Coppa Italia | Totale   | Totale | Totale      | Totale     |
| Giocatore          | Presenze | Reti    | Ammonizioni | Espulsioni | Presenze     | Reti         | Ammonizioni  | Espulsioni   | Presenze | Reti   | Ammonizioni | Espulsioni |
| ------------------ | -------- | ------- | ----------- | ---------- | ------------ | ------------ | ------------ | ------------ | -------- | ------ | ----------- | ---------- |
| G. Adami           | 8        | 0       | 1           | 0          | 1            | 0            | 0            | 0            | 9        | 0      | 1           | 0          |
| G. Árnadóttir      | 10       | 0       | 0           | 0          | 3            | 0            | 0            | 0            | 13       | 0      | 0           | 0          |
| G. Arrigoni        | 2        | 0       | 0           | 0          | 1            | 0            | 0            | 0            | 3        | 0      | 0           | 0          |
| K. Asllani         | 17       | 6       | 1           | 0          | 3            | 0            | 0            | 0            | 20       | 6      | 1           | 0          |
| S. Babb            | 5        | -6      | 1           | 0          | 3            | -5           | 0            | 0            | 8        | -11    | 1           | 0          |
| V. Bergamaschi     | 23       | 2       | 7           | 0          | 3            | 0            | 1            | 0            | 26       | 2      | 8           | 0          |
| V. Cernoia         | 16       | 0       | 2           | 0          | 1            | 0            | 0            | 0            | 17       | 0      | 2           | 0          |
| M. Copetti         | 1        | 0       | 0           | 0          | 1            | -2           | 0            | 0            | 2        | -2     | 0           | 0          |
| C. Dompig          | 26       | 6       | 1           | 0          | 5            | 1            | 0            | 0            | 31       | 7      | 1           | 0          |
| K. Dubcová         | 17       | 3       | 0           | 0          | 3            | 3            | 0            | 0            | 20       | 6      | 0           | 0          |
| N. Fedele          | -        | -       | -           | -          | -            | -            | -            | -            | -        | -      | -           | -          |
| L. Fusetti         | 8        | 0       | 0           | 0          | 2            | 1            | 1            | 0            | 10       | 1      | 1           | 0          |
| L. Giuliani        | 21       | -24     | 0           | 0          | 1            | -2           | 0            | 0            | 22       | -26    | 0           | 0          |
| C. Grimshaw        | 20       | 1       | 3           | 0          | 4            | 4            | 1            | 0            | 24       | 5      | 4           | 0          |
| A. Guagni          | 22       | 0       | 0           | 0          | 1            | 0            | 0            | 0            | 23       | 0      | 0           | 0          |
| R. Jonušaitė       | 1        | 0       | 0           | 0          | 1            | 1            | 0            | 0            | 2        | 1      | 0           | 0          |
| E. Ijeh            | 12       | 3       | 1           | 0          | 3            | 1            | 0            | 0            | 15       | 4      | 1           | 0          |
| E. Laurent         | 20       | 4       | 1           | 0          | 5            | 3            | 0            | 0            | 25       | 7      | 1           | 0          |
| G. Marinelli       | 21       | 2       | 0           | 0          | 5            | 0            | 0            | 0            | 26       | 2      | 0           | 0          |
| M. Mascarello      | 20       | 2       | 5           | 0          | 4            | 0            | 0            | 0            | 24       | 2      | 5           | 0          |
| M. Mesjasz         | 12       | 2       | 3           | 0          | 4            | 0            | 0            | 0            | 16       | 2      | 3           | 0          |
| N. Nadim           | 8        | 0       | 0           | 0          | 3            | 0            | 1            | 0            | 11       | 0      | 1           | 0          |
| J. Piga            | 22       | 0       | 4           | 0          | 5            | 0            | 0            | 0            | 27       | 0      | 4           | 0          |
| S. Rubio           | 13       | 1       | 0           | 0          | 2            | 0            | 0            | 0            | 15       | 1      | 0           | 0          |
| G. Semplici        | -        | -       | -           | -          | -            | -            | -            | -            | -        | -      | -           | -          |
| A. Soffia          | 16       | 1       | 1           | 0          | 4            | 0            | 0            | 0            | 20       | 1      | 1           | 0          |
| A. Stašková        | 21       | 6       | 0           | 0          | 5            | 1            | 1            | 0            | 26       | 7      | 1           | 0          |
| S. Stokić          | -        | -       | -           | -          | -            | -            | -            | -            | -        | -      | -           | -          |
| A. Swaby           | 19       | 0       | 0           | 0          | 2            | 0            | 0            | 0            | 21       | 0      | 0           | 0          |
| S. Thrige Andersen | 4        | 0       | 0           | 0          | 1            | 0            | 0            | 0            | 5        | 0      | 0           | 0          |
| V. Vigilucci       | 20       | 2       | 2           | 0          | 4            | 0            | 0            | 0            | 24       | 2      | 2           | 0          |